# Phoberopsis ferox
Phoberopsis ferox är en fjärilsart som beskrevs av Sir George Hamilton Kenrick 1913. Phoberopsis ferox ingår i släktet Phoberopsis och familjen ädelspinnare. Inga underarter finns listade i Catalogue of Life.